# David Shealtiel
David Shealtiel (en hébreu: דוד שאלתיאל, prononcé "Chaltiel", né le 16 janvier 1903 à Berlin et décédé en février 1969 à Jérusalem) fut un officier général puis un diplomate israélien. Il fut l'un des premiers officiers généraux de TSAHAL dès juin 1948 puis fut élevé au rang de "alouf" (équivalent de général de division).

## Biographie
Descendant d’une famille juive originaire du Portugal exilée en Hollande au temps de l’Inquisition, il émigre en 1923 en Palestine où il devint ouvrier agricole en Palestine jusqu'en décembre 1925. Il quitte ensuite la Palestine pour s'engager au titre de la Légion étrangère le 15 janvier 1926, au poste de recrutement de Nice. Après ses classes à la compagnie d’instruction no 2 à Sidi-bel-Abbès, il part en opération au Maroc avec la 3e compagnie du 1er bataillon du 1er régiment étranger, en mai. En avril 1927, il passe à la 9e compagnie du 2e REI où il est nommé caporal à compter du 15 décembre. Le 16 juin 1928, il est nommé sergent. Détaché en qualité de secrétaire de l’état-major de Tadla, il quitte le Maroc pour Sidi bel-Abbès, le 15 mai 1929. Le 18 novembre 1929, il est affecté à la 10e compagnie du 1er régiment étranger. Arrivée à la fin de son contrat, il quitte la Légion étrangère le 15 janvier 1931. Il se retire à Aubervilliers. De 1931 à 1933, il est représentant de la Shell Co à Paris et à Metz.
De 1933 à 1935, il dirige le kibboutz Nazareth,à quelques kilomètres de Brive-la-Gaillarde.
Il revint en Palestine mandataire en 1935 et prend le commandement de la Haganah dans la région de Jaffa.
Il est ensuite émissaire de la Haganah en Europe, chargé notamment d’une mission d’achat d’armement en Europe. En 1936, il est arrêté à Aix-la-Chapelle par la Gestapo et interné à Dachau puis à Buchenwald jusqu’en 1939.
Libéré à Berlin par l'action d'un commando de la Haganah, il quitte définitivement l'Allemagne et rejoint le commandement de la Haganah en Galilée et sur le Jourdain où il commande en second. Arrêté pour activités violentes anti-britanniques, il est condamné à mort en 1940, mais il est libéré, à la suite de la décision d'un conseil de guerre britannique.
De 1940 à 1942, il fait partie du SHAY, les services de renseignements du Yichouv.
En 1942 et 1943, il est commandant de la Haganah dans le secteur de Haïfa.
Il travaille pour l'Agence juive en Afrique du Nord de 1944 à 1945.
Entre 1946 et 1948, il travaille à nouveau pour le SHAY. Commandant local de la Haganah dans le secteur de Jérusalem, il finit par donner son accord à l'Irgoun et au Lehi pour la prise du village de Deir Yassin, qui se termine par un massacre le 9 avril 1948, où, selon le bilan déclaré le soir même au cours d'une conférence de presse commune par les deux groupes extrémistes sionistes à Jérusalem, 254 civils palestiniens sont tués, même si ce bilan est apparu exagéré à compter des décomptes faits dans les années 1990 et que le compte réel de morts (hommes et femmes tués de tous âges) serait d'environ 120 morts. Au début de la constitution de l'armée israélienne, crée par l'ordonnance n°4 du gouvernement de l'Etat juif le 26 mai 1948,il est nommé général de brigade. Il est le penseur de l'opération Kedem (en), soutenue par l'Irgoun et le Lehi mais cette opération pour conquérir Jérusalem-Est est un échec pour les forces de l'Etat juif, en juin 1948. En conséquence, le 21 juillet 1948, il signe avec le colonel Abdullah Tal (en), commandant la Légion arabe transjordanienne, l'accord de cessez-le-feu entre Israéliens et Jordaniens à Jérusalem qui sera observé par les deux parties jusqu'à la conquête de Jérusalem-Est par les parachutistes israéliens de la 55 ème brigade d'infanterie commandée par le général Uzi Narkiss le 7 juin 1967 au matin.
De février à mai 1948, il sera commandant du secteur de Jérusalem , en tant que commandant des troupes de la Haganah puis en juin et juillet , commandant du district militaire de Jérusalem, créé par le gouvernement israélien.
A la fin de 1948, il est promu général de division et devient le premier inspecteur général de TSAHAL, soit les Forces de Défense israéliennes (IDF).
En 1949, il est commandant de toutes les forces aux frontières du jeune Etat juif ; il est le créateur du corps des frontières, alors intégré dans l'armée israélienne et qui sera ensuite un des services de la police civile de l'Etat d'Israël à compter de 1950.
Il est ensuite le premier officier général israélien, attaché militaire en France pendant deux ans entre 1950 et 1952. Il quitte à cet moment là Tsahal et devient ensuite ambassadeur au Brésil (1952-1956), au Mexique de 1952 à 1956, en Argentine de 1956 à 1959 et aux Pays-Bas de 1963 à 1966. Revenu en Israël, il est nommé directeur de la division « économie politique » au ministère des Affaires étrangères puis il est ensuite conseiller particulier du ministre des Affaires étrangères, poste qu’il occupe jusqu’à sa mort à Jérusalem en février 1969 .
Il était docteur honoris causa de l'Université de Montpellier,pour ses travaux de recherches. Quelques membres de la famille, s'y sont rencontrés en 2003.
Il avait été marié deux fois et avait adopté après son deuxième mariage en 1942 avec une psychologue d'origine allemande venant de Berlin, Judith Schonsdet, qui avait fait son " alyah " en Palestine sous mandat britannique en 1934 , une petite fille qui fut d'ailleurs confiée à nouveau à la mère biologique de l'enfant, après son placement temporaire chez lui, pendant environ dix ans .

## Décorations
Il est titulaire des médailles coloniales françaises, avec agrafes « Maroc 1925 - 1936 » et « Maroc », ainsi que de la médaille de la Paix décernée par l’Espagne.